# 脇田代喜美
脇田代 喜美（わきたしろ きみ、1950年11月4日 - ）は、日本の元女子バスケットボール選手である。現姓・甲斐。生井けい子とともに1970年代の日本女子バスケ黄金時代を代表する選手のひとりとして挙げられる。バレーボール選手の甲斐祐之は長男。

## 人物
ユニチカ山崎に入社し主力としてタイトルを獲得。1970-71シーズンより設けられた日本リーグ初代MVPにも選ばれた。
全日本のメンバーに選ばれ国際大会に出場。1975年世界選手権では準優勝に貢献。
翌年のモントリオール五輪では主将を務め5位入賞。